# Teofilantropia

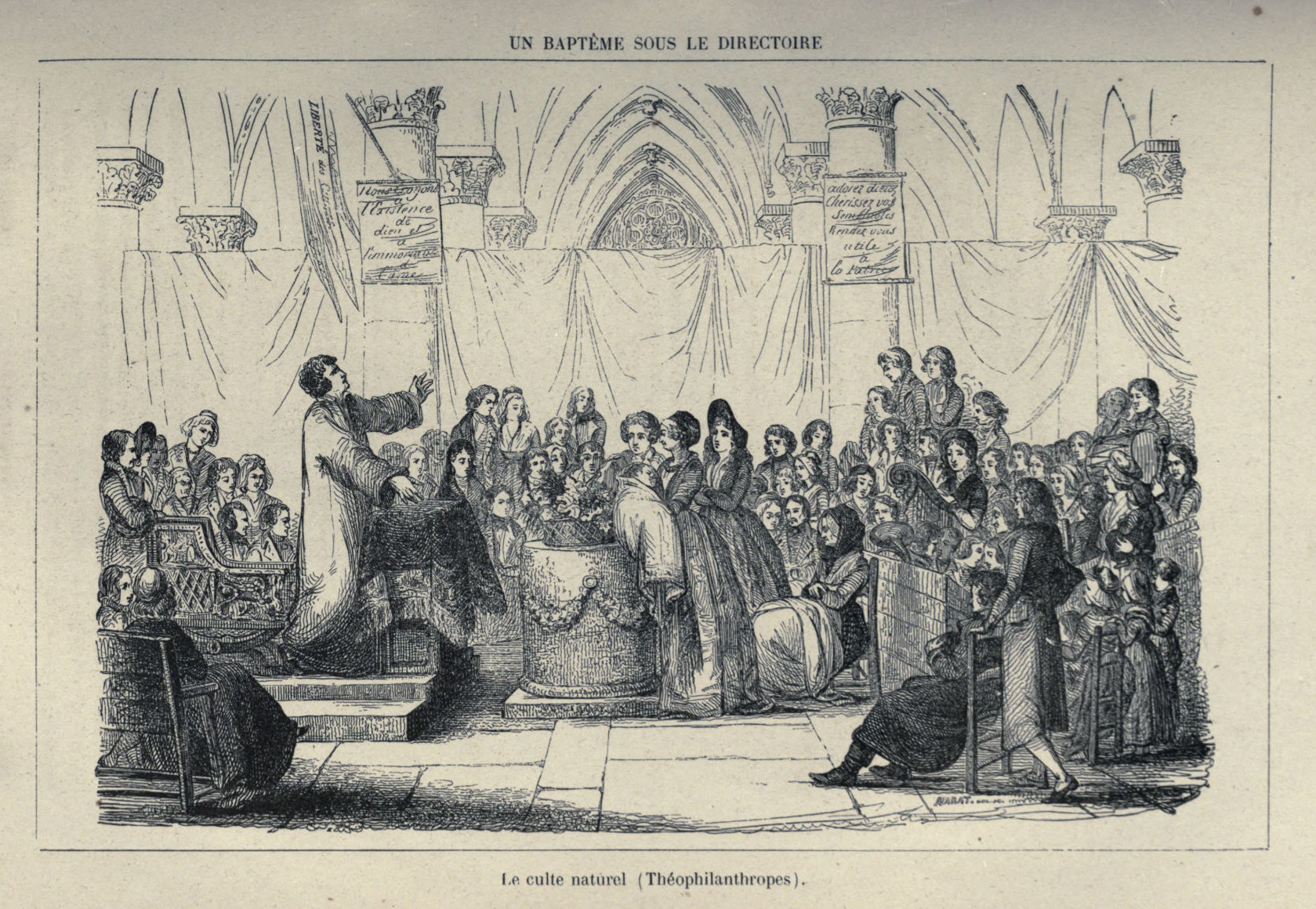
Assemblea dels Teofilantrops.

La teofilantropia és un culte nascut durant la Revolució francesa, que volia trobar una alternativa a la descristianització proposant el culte a una religió «natural», amb els « Amis de Dieu et des hommes (Amics de Déu i dels homes)».
Aquestes cerimònies que posen en escena el Culte de la Raó i de l'Ésser suprem, participen en les diferents festes i commemoracions revolucionàries previstes per l'Assemblea Nacional Constituent de 1789 i de les quae un dels oficiadors serà Rabaut de Saint-Étienne.

## Naixença de la Teofilantropia
El fundador de la Teofilantropia és Jean-Baptiste Chemin-Dupontes, anomenat «Chemin fils», nascut cap a 1760 i mort cap a 1852. Sens dubte fill de llibreter, Chemin va fer estudis de teologia al seminari i fou llibreter a París quan esclatà la Revolució. Va estar en aquesta època en relació amb l'abat Claude Fauchet (1744-1793), partidari d'un catolicisme nacional i futur bisbe constitucional de Calvados.
Partidari moderat de la Revolució, Chemin edita els seus propis tríptics patriòtics, sovint amoïnat per la neutralitat:
- L'Ami des jeunes patriotes (L'Amic dels joves patriotes)
- La morale des sans-culottes (La moral dels sans-culottes)
- Le Pour et le contre (El per a i el contra)
- L'Alphabet républicain (L'Alfabet republicà) (any II, mena de catecisme de l'Ésser suprem i de la religió natural)

Després del 9 Termidor, es col·loca del costat dels republicans moderats, i llança la idea, el setembre de 1796, d'un culte familiar, deista i humanitari, que anomena «théoanthropophilie». Aleshores n'edita el Manual. Aquest nou culte coneix un cert èxit a París, sobretot amb Valentin Haüy, que llança el culte el desembre de 1796, sota el nom de «théophilanthropie».

## Principis filosòfics
Les idees són precisades al Manuel des théophilanthropes. La teophilantropia es defineix com una religió «raonable», tenint els avantatges de les religions antigues sense els inconvenients, essent una religió innata a l'Home, base de tots els cultes a la terra. La teophilantropia permetria reconciliar els homes i les Esglésies, ja que tota discussió metafísica o teològica està proscrita. No són retinguts més que dos dogmes «socialment útils»: l'existència de Déu i la immortalitat de l'ànima.
La moral d'aquest nou culte és fundada en les lleis naturals, la consciència jutjant el Bé i el Mal, així com sobre els deures de l'home envers els seus semblants i envers la seva pàtria.

## Pràctica del culte
La teophilantropia es practica sota la forma d'un culte familiar i de cerimònies públiques: «Festes religioses i morals», en temples decorats d'inscripcions morals i d'un altar desposseït, evocacions al « Pare de la Natura», exàmens de consciència, himnes, lectures, etc.
El Codi religiós i moral dels teofilantrops, escrit l'any VI, reprèn els principals texts del grup.
El primer culte té lloc el gener de 1797 a l'església Sainte-Catherine a París, davant les famílies dels fundadors i els alumnes d'Haüy. La important afluència requereix una segona reunió. La teofilantropia troba l'adhesió ràpida d'alguns polítics, com l'empresari i economista Dupont de Nemours, el diputat al Conseil des Anciens Goupil de Préfelne o el pintor Jacques-Louis David.
El suport donat per l'un dels Directeur La Révellière-Lépeaux, dona notorietat al moviment. A partir de l'abril de 1797, espera reforçar la República reemplaçant el catolicisme per una altra religió. Arriben aleshores els suports de Bernardin de Saint-Pierre, Marie-Joseph de Chénier, Thomas Paine.

## Desenvolupament de la Teofilantropia
El moviment pren una connotació cada cop més anticatòlica. El grup obre escoles i rep l'autorització d'exercir el seu culte a 19 esglésies parisenques, conjuntament amb els cultes constitucionals i refractaris. La Teofilantropia es desenvolupa igualment a les províncies. Aquest desenvolupament és aturat per la voluntat de donar valor el culte décadaire per François de Neufchâteau, ministre de l'Interior.
Una temptativa de rellançar les activitats teofilantròpiques és llançada sota el nom de «teisme» (mena de maçoneria oberta) privilegiant el caràcter filosòfic del culte, però fracassa.
La nova religió suscita els adversaris que intenten ridiculitzar els seus adeptes anomenant-los: «Les Filous en troupe (Els Estafadors en tropa)». Les reunions teofilantròpiques són prohibides als edificis nacionals (esglésies) per un decret del 12 Vendemiari any X, després el culte és prohibit a tot arreu el març de 1803. Certs grups teistes perduren encara algun temps a província, sobretot al Yonne.
Jean-Baptiste Chemin torna aleshores a la francmaçoneria (és venerable de la Lògia dels Set Escocesos reunits el 1815, i membre del Gran Orient de França).
Més tard, el sacerdot i filòsof grec Theophilos Kairis va fundar la «teosebie», inspirada de la teofilantropia francesa. Va ser anatemitzat per l'Església Ortodoxa el 1839.
Al final del segle xix, Joseph Décembre, anomenat Décembre-Alonnier (1831-1906) intenta fer renéixer la teofilantropia (1882, fundació del Comité central théophilanthropique). Llibreter força deshonest, intenta sobretot, amb un esperit molt anticlerical, transformar un corrent espiritual en filó comercial amb els francmaçons i els ocultistes.